# مقیاس بورتل

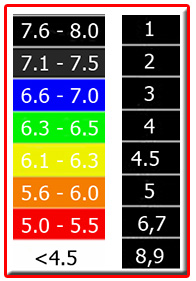
نمونه‌ای از نمایش مقیاس بورتل. رنگ سیاه مربوط به یک آسمان خالص است (کهکشان راه شیری به وضوح قابل مشاهده است). رنگ سفید مربوط به آسمان شهری مات با ستاره‌ها و به طور کلی نارنجی تا سفید بسته به ارتفاع لایه ابر (در صورت وجود) است، جایی که تقریباً دیگر ستاره ها را نمی بینیم.
اعداد مربوط به اعدادی است که (بیشتر در زیر) در افسانه دقیق این مقیاس کیفیت، نشان داده شده‌است.

مقیاس بورتل (به انگلیسی: Bortle scale) یک مقیاس عددی برای نشان دادن میزان روشنایی آسمان شب در یک منطقه مشخص است. هر عدد از 1 تا 9 در این مقیاس نشان دهنده قابلیت دیدن یا وضوح اجرام آسمانی و  تاثیر نامطلوب آلودگی نوری  بر آسمان شب در آن منطقه است. این مقیاس برای نخستین برای توسط «جان ای. بورتل) در مجله اسکای اند تلسکوپ (به انگلیسی: Sky & Telescope، «آسمان و تلسکوپ») در سال 2001 میلادی بیان شد تا به منجمان آماتور نشان بدهد که در منطقه‌ای که قصد رصد دارند آسمان شب تا چه مقدار تاریک است. کمترین مقیاس عدد 1 است که نشان دهنده آسمان کاملا تاریک است و بالاترین عدد 9 است که نشان دهنده روشنایی آسمان در یک شهر است.